# Czesław Mojsiewicz
Czesław Mojsiewicz (ur. 1 stycznia 1925 w Miratyczach, pow. Nowogródek, zm. 4 maja 2009 w Poznaniu) – polski politolog, pułkownik Wojska Polskiego, profesor nauk humanistycznych, nauczyciel akademicki Uniwersytetu im. Adama Mickiewicza w Poznaniu.

## Życiorys
W latach 1940–1943 przebywał wraz z rodziną na zesłaniu w okolicach Archangielska. W 1943 wstąpił do Armii Polskiej w ZSRR i walczył jako żołnierz 1 Dywizji Piechoty im. Tadeusza Kościuszki w bitwie pod Lenino, a następnie w szeregach 5 Dywizji Piechoty. W 1954 ukończył studia na Uniwersytecie Warszawskim. Do września 1961 pełnił służbę w Wojskowej Akademii Technicznej im. Jarosława Dąbrowskiego w Warszawie, a w latach 1961–1966 zajmował stanowisko zastępcy komendanta Oficerskiej Szkoły Wojsk Pancernych w Poznaniu do spraw politycznych.
W 1966 zakończył służbę wojskową i rozpoczął pracę naukową na Uniwersytecie im. Adama Mickiewicza w Poznaniu. Członek Polskiego Towarzystwa Nauk Politycznych, Komitetu Nauk Politycznych PAN i International Political Science Association. Autor ponad 300 prac naukowych. Specjalizował się w socjologii stosunków politycznych i w problematyce stosunków międzynarodowych. W swojej karierze wypromował 30 doktorów. Tytuł profesorski otrzymał w 1979. W 1988 przeszedł na emeryturę. O swoim życiu opowiadał we wspomnieniach Z ziemi nowogródzkiej do Wielkopolski (wspomnienia i refleksje), wydanych w 1995. Pochowany na cmentarzu Jeżyce w Poznaniu (kwatera P, rząd 54b, grób 1).

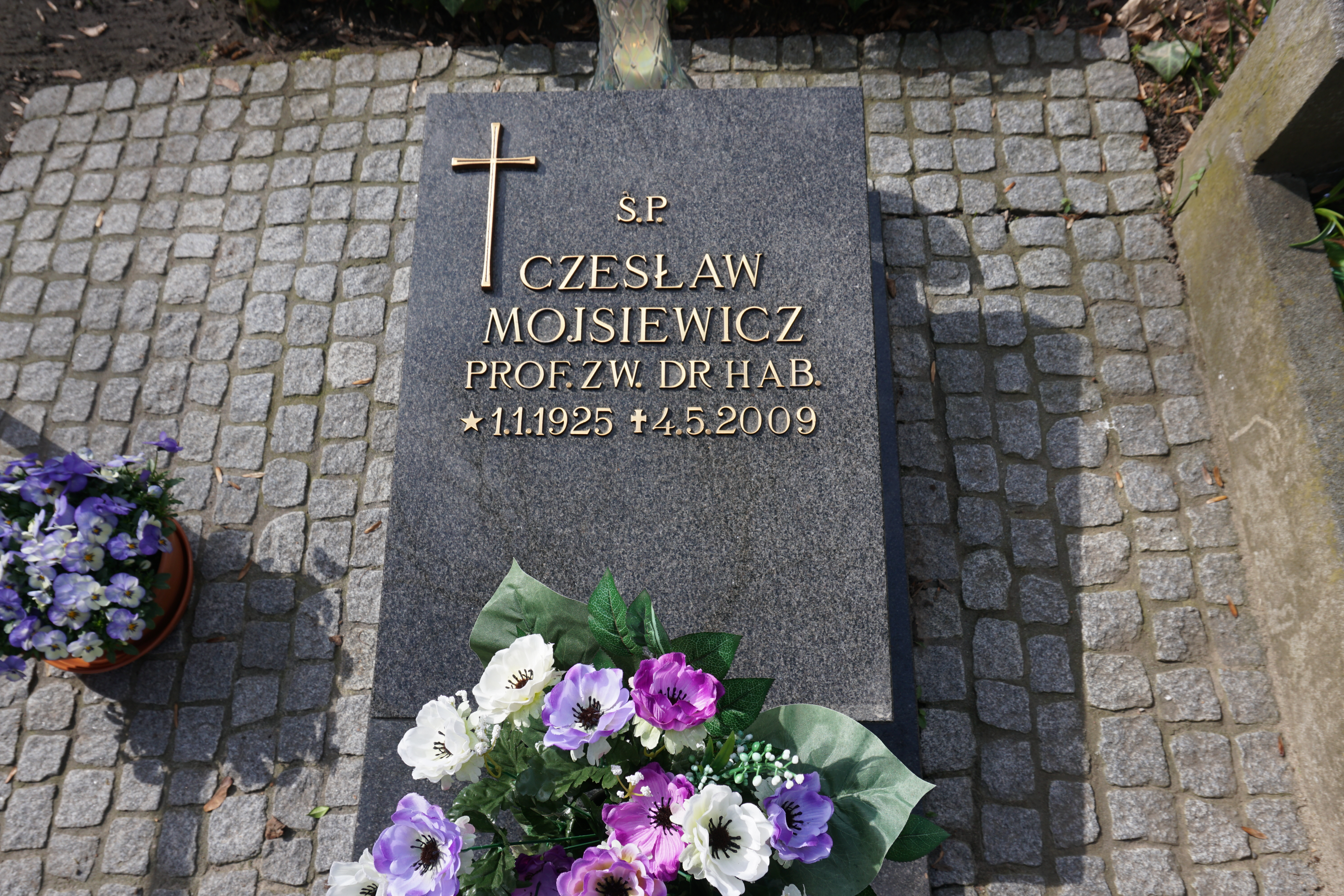
Grób prof. Czesława Mojsiewicza na cmentarzu Jeżyckim w Poznaniu

## Publikacje
- 1978: Pokojowe współistnienie państw o różnych systemach
- 1986: Współistnienie lub nieistnienie
- 1998: Leksykon problemów międzynarodowych i konfliktów zbrojnych
- 2000: Szkice z dziejów propagandy
- 2005: Rozmowy o polskiej politologii
- 2005: Od polityki do politologii

## Nagrody
- Nagroda „Trybuny Ludu” (1983)[3]